# Ruth Grützbauch

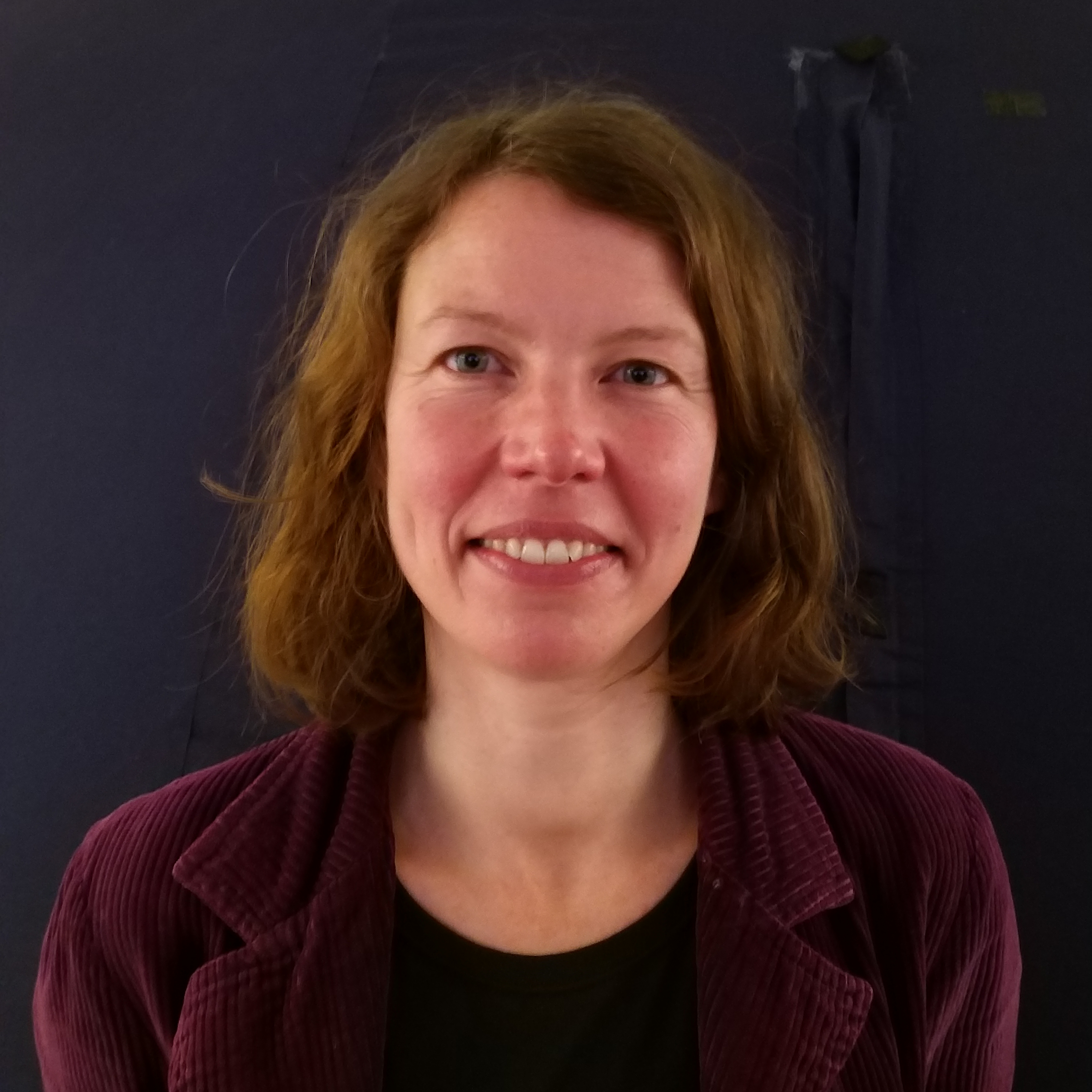
Ruth Grützbauch, 2022

Ruth Grützbauch (* 3. Oktober 1978 in Wien) ist eine österreichische Astronomin, Planetariumsdirektorin und Wissenschaftskommunikatorin.

## Biografie
Grützbauch wurde als jüngstes von sechs Kindern im Wiener Bezirk Währing geboren und legte ihre Matura auf einem Gymnasium in Simmering ab. 1996 begann sie Astronomie an der Universität Wien zu studieren und erlangte 2003 das Diplom. Während ihres darauf folgenden Doktorats absolvierte sie Forschungsaufenthalte in Nottingham, an der Sternwarte Padua und an der Europäischen Südsternwarte in Santiago de Chile. 2007 verteidigte sie ihre Dissertation zum Thema Zwerggalaxien und promovierte zur Doktorin der Naturwissenschaften.
Als Postdoc forschte Grützbauch an der University of Nottingham und der Universidade de Lisboa zum Thema Galaxien. Ihr h-Index beträgt mindestens 26. 2013 schloss Grützbauch ihre akademische Laufbahn ab und wurde pädagogisch tätig. 2015 bis 2017 arbeitete sie als Wissenschaftskommunikatorin am Jodrell-Bank-Radioobservatorium.

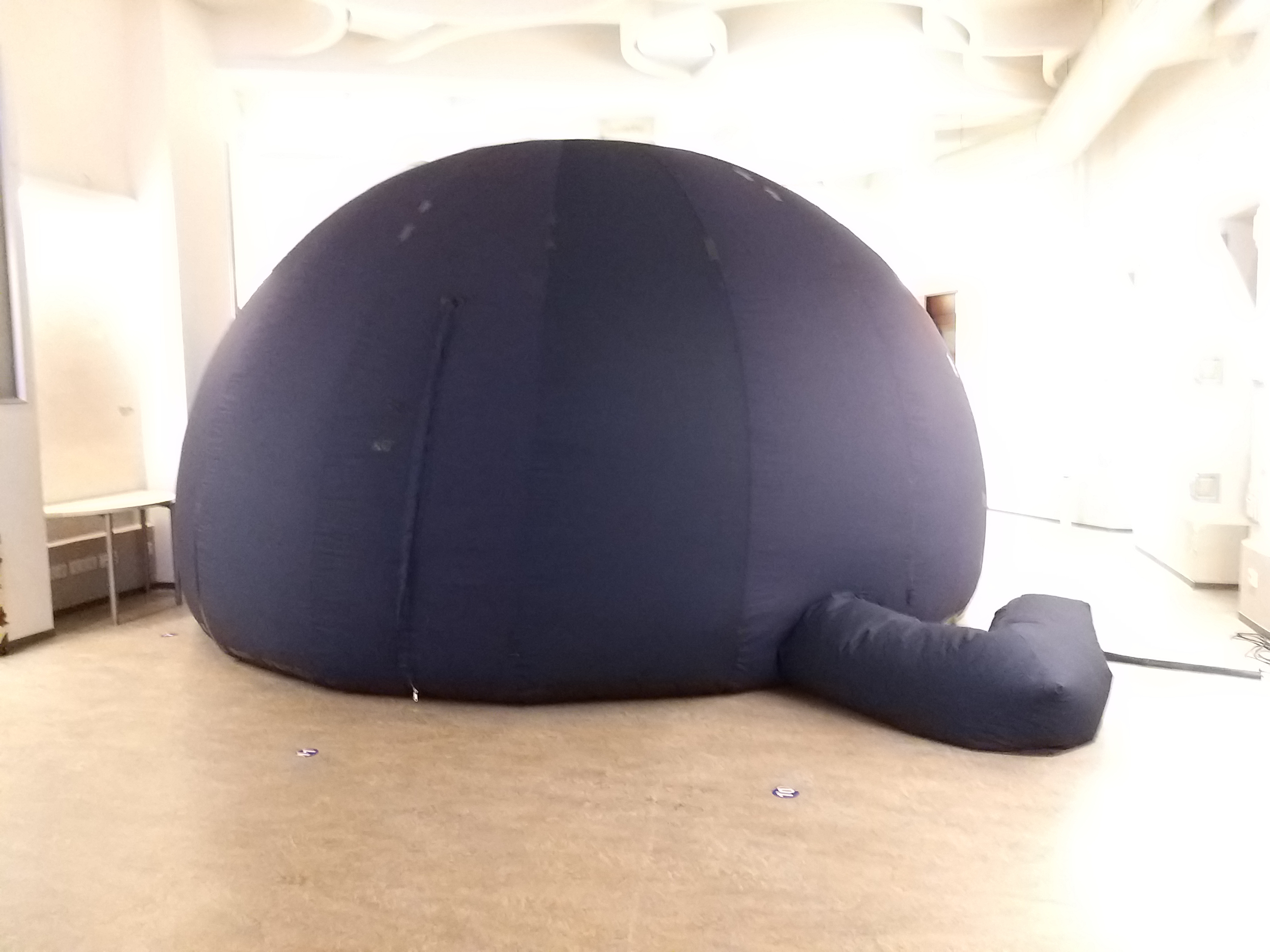
Public Space, das Pop-up-Planetarium im Wall-Forum

Einer breiteren Öffentlichkeit ist Grützbauch seit 2017 durch ihr Planetarium Public Space bekannt. Das aufblasbare Planetarium hat keinen festen Standort, sondern wird von Grützbauch mit einem Lastenfahrrad von ihrem Wohnort Wien an diverse Veranstaltungsorte transportiert.
Seit 2020 veröffentlicht Grützbauch gemeinsam mit dem Himmelsmechaniker Florian Freistetter den Astronomie-Podcast Das Universum, und gemeinsam mit Holger Klein eine Podcastreihe zum Thema Nachthimmel in WRINT Wissenschaft. 2021 publizierte sie das Buch Per Lastenrad durch die Galaxis, das Galaxienastronomie und ihr Planetarium behandelt.
Grützbauch ist seit 2021 Teil des Ensembles der Science Busters; bereits seit 2018 arbeitet sie als Requisiteurin für die Wissenschaftskabarettgruppe.

## Mitgliedschaften
- Österreichische Gesellschaft für Astronomie und Astrophysik[2]
- Astronomische Gesellschaft[2]
- Verein der Freunde der Zahl Pi[2][15]

## Auszeichnungen
- 2004: Österreichische Gesellschaft für Astronomie und Astrophysik: Beste Diplomarbeit des Jahres 2003[2]

## Werke
- Sternenjahr auf Unsichtbar, Aufbau Verlag, 2024, ISBN 3-351-04246-9[16]
- Per Lastenrad durch die Galaxis, Aufbau Verlag, Berlin 2021, ISBN 978-3-351-03893-9
- The eventful life of galaxies in low density environments or Evolution of galaxy groups (= Dissertation), Wien 2007 (Online [PDF, 11 MB])
- Galaxien in isolierten Gruppen: Eigenschaften der Gruppenmitglieder und Signaturen gravitativer Wechselwirkungen. (Postscript; 23,9 MB) 3. Juni 2003, abgerufen am 14. August 2025.